# (400115) 2006 UV21
(400115) 2006 UV21 es un asteroide perteneciente al cinturón de asteroides, descubierto el 16 de octubre de 2006 por el equipo del Spacewatch desde el Observatorio Nacional de Kitt Peak, Arizona, Estados Unidos.

## Designación y nombre
Designado provisionalmente como 2006 UV21.

## Características orbitales
2006 UV21 está situado a una distancia media del Sol de 2,589 ua, pudiendo alejarse hasta 3,067 ua y acercarse hasta 2,112 ua. Su excentricidad es 0,184 y la inclinación orbital 1,063 grados. Emplea 1522,30 días en completar una órbita alrededor del Sol.

## Características físicas
La magnitud absoluta de 2006 UV21 es 17,6.